# Bagnot
Bagnot ist eine französische Gemeinde mit 156 Einwohnern (Stand: 1. Januar 2022) im Département Côte-d’Or in der Region Bourgogne-Franche-Comté. Sie gehört zum Arrondissement Beaune und zum Kanton Brazey-en-Plaine. 
Der Ort liegt am Fluss Sereine. Die Gemeinde grenzt im Westen und im Norden an Argilly, im Nordosten an Broin (Berührungspunkt), im Osten an Auvillars-sur-Saône und Glanon, im Südosten an Pouilly-sur-Saône und Labergement-lès-Seurre und im Süden an Montmain.

## Bevölkerungsentwicklung
| Jahr                       | 1962 | 1968 | 1975 | 1982 | 1990 | 1999 | 2008 | 2015 |
| -------------------------- | ---- | ---- | ---- | ---- | ---- | ---- | ---- | ---- |
| Einwohner                  | 120  | 120  | 118  | 147  | 133  | 124  | 127  | 160  |
| Quellen: Cassini und INSEE |      |      |      |      |      |      |      |      |

## Sehenswürdigkeiten
- Geburtskirche (Église de la Nativité), Monument historique seit 1902

## Weblinks

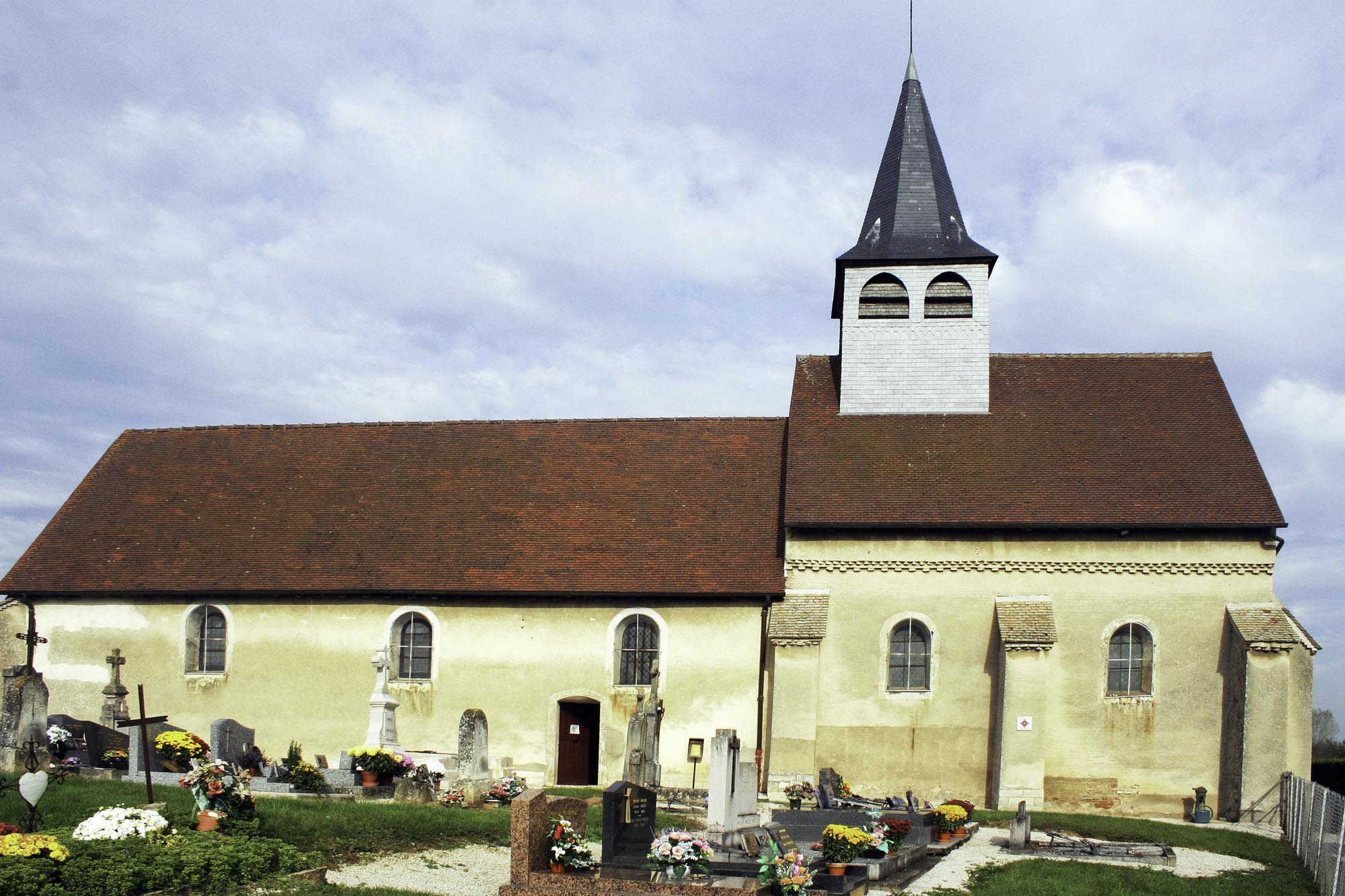
Kirche